# Eclissi solare del 9 luglio 1964
L'Eclissi solare del 9 luglio 1964 è stato un evento astronomico che ha avuto luogo il suddetto giorno attorno alle ore 11:17 UTC. Tale evento ha avuto luogo nella maggior parte dell'Australasia e in alcune aree circostanti. L'eclissi del 9 luglio 1964 divenne la terza eclissi solare nel 1964 e la 148ª nel XX secolo. La precedente eclissi solare si è verificata il 10 giugno 1964, la seguente il 4 dicembre 1964.

## Percorso e visibilità
Questa eclissi parziale era visibile in Canada, Alaska, a nord della Groenlandia, a nord delle Isole Svalbard, a nord est dell'Unione Sovietica, Mongolia, polo nord, regioni cinesi attraversate dal fiume Argun'.

## Eclissi correlate

### Eclissi solari 1961 - 1964
Questa eclissi è un membro di una serie semestrale. Un'eclissi in una serie semestrale di eclissi solari si ripete approssimativamente ogni 177 giorni e 4 ore (un semestre) in nodi alternati dell'orbita della Luna.